# 井戸良弘
井戸 良弘（いど よしひろ）は、戦国時代から江戸時代初期にかけての武将。大和国井戸城主。

## 経歴
井戸氏は大和の国人。詳細は不明だが筒井氏の一族とされる。良弘は兄・小殿之助良弘の跡を継いで井戸城主となり、添上郡内に2万石を領したという。筒井順昭の娘（順慶の姉）を妻とし、当初は筒井氏に従った。
永禄2年（1559年）になると松永久秀が大和への侵攻を始め、永禄3年（1560年）7月、久秀に井戸城を攻められる。この時、救援に駆けつけた筒井氏の軍も敗れ、交渉によって城を明け渡すこととなった。
永禄5年（1562年）5月には、松永方に加わり人質を差し出したが、永禄8年（1565年）12月、良弘は筒井方へと転じた。井戸城には筒井方の軍勢が入り、良弘は松永方の古市郷に火を放ったが、この際、松永氏に預けられていた人質（良弘の娘）が殺害されている。
永禄11年（1568年）10月、上洛した将軍・足利義昭のもとに他の筒井方与力とともに礼に赴くが、大和一国の支配を松永久秀に認めた織田信長により服属を拒否された。永禄13年（元亀元年、1570年）2月、松永久秀・久通父子が上洛している隙に松永氏の多聞山城を攻め、これにより人質に出していた8歳の娘が殺される。同年3月末には井戸城が松永方に落とされ、翌4月5日に破却された。
その後、信長との対立で松永氏が没落し、塙直政が大和守護に任じられるとこれに従った。直政の戦死後は筒井順慶が大和支配を任されたため、再び筒井氏に属したとみられる。天正6年（1578年）、直政改易後にその一族を捕縛した功によってか、それまで直政の居城であった山城国槇島城主を信長から任され、2万石を領した。天正9年（1581年）の伊賀攻めにも従軍しており、筒井氏の指揮下にあったと考えられる。
しかし天正10年（1582年）、本能寺の変の後に起こった山崎の戦いでは不鮮明な態度をとって羽柴軍に与せず、筒井順慶に槇島城を明け渡すと吉野に逃れた。その後、暫くは奈良に蟄居していたとされるが、天正12年（1584年）の順慶の死を契機に秀吉に出仕を命じられ、その家臣となった。その後、時期は不明だが細川忠興に仕えることになり、慶長5年（1600年）の関ヶ原の戦いでは、東軍に属した細川幽斎と共に、丹波国田辺城で西軍の小野木重勝軍を相手とした篭城戦に参加している。
戦後は奈良に戻り、余生を過ごしたという。
なお、井戸氏には良弘と名乗った人物が複数存在している（彼の兄も良弘を名乗った）。